# Kótai Lajos (tanár, 1846–1918)
Kótai Lajos (Kunhegyes, 1846. április 7. – Szatmárnémeti, 1918. október 15.) tanár, ipariskolai igazgató.

## Élete
Kota Márton csizmadiamester és Vitalis Zsófia fia. A debreceni református főiskolában tanult és itt különösen tanárának, Szegedi Sándornak buzdítására a magyar költészet iránt tanusított vonzalmat. Azonban az önfenntartás gondjai csakhamar elvonták őt az iskolától és 1865-ben Porcsalmán (Szatmár megye) Gyene Pál családjánál nevelői állást vállalt; ekkor vette fel, pártfogójának ajánlására, a Kótai nevet. Két év múlva Zsarolyánban néptanító lett; 1869-ben a gacsályi, 1870-ben az ököritói, majd a szatmári egyház hívta meg tanítónak. Itt előbb egyházi jegyzővé, 1873-ban a református gimnáziumhoz rajztanárrá, 1884-ben pedig ipariskolai rajztanítóvá és igazgatóvá választották. Elhunyt 1918. október 15-én hajnali 4 órakor, örök nyugalomra helyezték másnap, október 15-én szerdán délután a szatmári református temetőben. Neje Gacsályi Mária volt, akit 1918. október 1-jén (temették 2-án), férje halála előtt két héttel hunyt el, 69 éves korában, 52 évig éltek házasságban.
Költeményei, többnyire egyháziak és Dávid zsoltárai közül néhány a Szamosban, Szatmárban és a Debreczeni Protestáns Lapban jelentek meg; írt több hírlapi cikket és humorisztikus tárcacikket is, leginkább a Szamosba; költeményei vannak még a Vasárnapi Ujságban (1879) és a Vidéki költők Albumában (Kassa, 1896.) 1878. júl. 1-től a Szatmár segédszerkesztője is volt.

## Munkái
- A magyar királyság és az osztrák császárság rövid földirata, elemi és népiskolák használatára, tekintettel a tiszántúli ref. egyházkerület által kiadott tantervre, a magyar királyság újabb területi beosztására. Szatmár, 1874. (Ism. Néptanítók Lapja 1877.; 2. kiadás 1878. A magyar királyság rövid földirata cz. 3. k. 1885., 4. k. 1888. Ezután átdolgozva még öt kiadást ért. Uo.).
- Alkalmi imák 8-14 éves helv. hitv. növendékek számára. Uo. 1875. (2. kiadás 1878., 3. jav. kiadás 1884. Uo.).
- Általános földrajz rövid kivonatban az V. és VI. elemi osztály használatára. Uo. 1878. (2. kiadás, Uo. 1897.)
- Költemények. Uo. 1879.
- Magyarország történelme. Az elemi iskolák III., IV. és V. oszt. számára, tekintettel az életrajzitan módra. Uo. 1879.
- Természetrajz elemi iskolák használatára (Kriesch, Pokorny és Schubert után). Uo. 1878. (4. kiadás 1884., 5. kiadás 1889., 7. jav. k. 1892., 8. és 9. k. ... Uo.).
- Magyar nyelvtan. Népiskolai használatra. Uo. 1880., (3. kiadás. Uo. 1891., 4. jav. kiadás. Uo. 1896.)
- Neveljünk a munkára munka által. Uo. 1882. (Ism. Néptanítók Lapja).
- A közönséges törtszámok ismerete számtani föladatokkal ellátva. A IV. és V. elemi iskolák használatára. Uo. 1893.
- Az egész és tizedes számok ismerete. Számtani feladatokkal ellátva a III. és IV. elemi osztályok használatára. Uo. 1894.
- Magyarország története. Elemi iskolák számára, tekintettel az életrajzi tanmódra. Uo. 1894.
- A «Szamos» története. Uo. 1896.
- Kótai Lajos költeményei. Szatmár, 1902. (Ism. Vasárnapi Ujság 33. sz. – H. Szamos 47. sz.)[1]

Szerkesztette a Szamos c. hetilapot 1884. március 23-tól 1896 május végéig és szerkesztette a szatmárnémeti város alsófokú ipariskolájának Értesítőjét 1885-től.